# 조이스 콤프턴

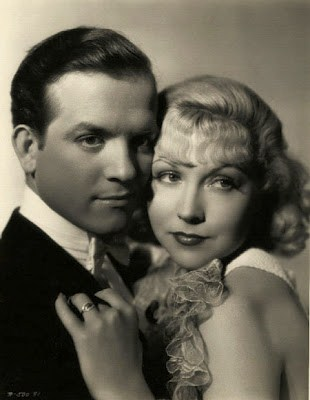

조이스 콤프턴(Joyce Compton, 1907년 1월 27일 ~ 1997년 10월 13일)는 미국의 배우, 영화배우이다.
렉싱턴에서 태어났으며 로스앤젤레스에서 사망하였다. 포리스트 론 메모리얼 파크에 매장되었다.

## 영화
- 어 소던 양키 (1948년) - 호텐스 돕슨 역
- 럭셔리 라이너 (1948년)
- 살인 전화 (1948년)
- 스케어드 투 데스 (1947년)
- 린다 비 굿 (1947년)
- 더 베스트 이어스 오브 아워 리브스 (1946년) - 햇 체크 걸 역
- 비하인드 더 마스크 (1946년)
- 코네티컷의 크리스마스 (1945년)
- 밀드레드 피어스 (1945년)
- 레츠 페이스 잇 (1943년)
- 베드타임 스토리 (1941년)
- 블루스 인 더 나잇 (1941년)
- 맨파워 (1941년)
- 미인극장 (1941년)
- 터너바웃 (1940년)
- 그들은 밤에 달린다 (1940년)
- 로즈 오브 워싱턴 스퀘어 (1939년)
- 이스케이프 투 파라다이스 (1939년)
- 발라라이카 (1939년)
- 고잉 프레이스 (1938년)
- 키드 갈라드 (1937년)
- 이혼 소동 (1937년)
- 쓰리 스마트 걸스 (1936년)
- 고 인투 유어 댄스 (1935년)
- 화이트 퍼레이드 (1934년)
- 슬픔은 그대 가슴에 (1934년)
- 와일드 컴퍼니 (1930년)
- 세 자매 (1930년)
- 보더 캐벌리어 (1927년)